# Plano Baruch
O Plano Baruch foi uma proposta do governo dos Estados Unidos da América, escrito maioritariamente por Bernard Baruch, e com base no Relatório de Acheson–Lilienthal, à Comissão de Energia Atômica das Nações Unidas (CEANU) durante sua reunião prima em junho de 1946. Estados Unidos da América, Grã-Bretanha e Canadá propuseram a criação de um instituto internacional para regular a energia atômica, e o Presidente Truman ordenou ao Subsecretário de Estado Dean Acheson e Davi E. Lilienthal a elaboração de um plano.

## Texto do plano
O plano propunha a:
1. extensão, entre todas as nações, da troca de informações científicas elementares para fins pacíficos;
2. implementação de monitoramento da energia nuclear de modo a assegurar seu uso unicamente a fins pacíficos;
3. eliminação de armas atômicas dos arsenais nacionais e de todas as outras principais armas adaptáveis à destruição em massa; e
4. instituição de medidas eficazes, por meio de inspeção e outros meios, para proteger as nações signatárias contra os riscos de violações e evasões.

## Reação
EUA concordaram desfazerem-se de todas suas armas nucleares com a condição de que todas as outras nações caucionassem não as produzir e concordassem com um sistema inspectivo adequado. Os Soviéticos rejeitaram este plano, sob o fundamento de que as Nações Unidas eram dominada por Estados Unidos e seus aliados da Europa Ocidental, e, por isto, não podiam ser confiáveis à supervisionar armamentos atômicos imparcialmente (China Nacionalista, membro do Conselho de Segurança da ONU com poder de veto, era contracomunista e aliada de EUA neste momento). URSS insistiu que EUA eliminasse suas próprias armas nucleares antes de considerar propor um sistema monitorativo e inspectivo.
Mesmo os Soviéticos mostrando maior interesse no assunto de monitoramento de armas após tornarem-se uma potência nuclear em 1949, e especialmente após a morte de José Estaline, em 1953, a questão de União Soviética submeter-se à inspeção internacional sempre foi um obstáculo às tentativas de monitoramento de armas nucleares. Crucialmente, o Plano Baruch sugeria que nenhum dos membros permanentes do Conselho de Segurância das Nações Unidas seria capaz de vetar uma decisão de punir os transgressores eventuais. Na apresentação de seu plano às Nações Unidas, Baruch declarou:
Nós estamos aqui para selectar entre o vivo e o morto. Essa é nossa responsabilidade. Por trás do portento negro da era atômica nova está uma expectativa que, aproveitada com fé, pode dar nossa salvação. Se nós fracassarmos teremos sentenciado todo homem à ser escravo do medo. Que nós não nos iludamos; Nós devemos eleger ou a paz global ou a destruição global.
 O Plano Baruch não foi acordado por União Soviética, e ainda que a discussão do assunto tenha continuado até 1948, inexistiu mais avanços sérios até o final de 1947. A URSS estava, na época das negociações, a desenvolver seu próprio projecto de arma atômica, e Estados Unidos da América continuava seus próprios desenvolvimentos e produções de armas. O fracasso do plano resultou na continuação do desenvolvimento, inovação, produção e experimento de armas como parte da corrida armamentista global da Guerra Fria.
Bertrando Russell urgiu o monitoramento de armas nucleares na década de 1940 e início de 1950 para evitar a probabilidade de uma guerra nuclear, e sentiu-se confiante quando a proposta de Baruch foi feita. No final de 1948, ele sugeriu que "o remédio pode ser a ameaça imediata de guerra por Estados Unidos em Rússia com a finalidade de forçar o desarmamento nuclear dela". Posteriormente ele subestimou a proposta de Baruch como "o Congresso insistiu conscientemente na inserção de cláusulas que os Russianos não aceitariam".
Em seu livro de 1961 O homem tem um futuro?, Russell descreveu o Plano Baruch do seguinte modo:
O governo de Estados Unidos da América...tentaram...concretizar algumas das ideias que os cientistas atômicos sugeriram. Em 1946, ele apresentou ao globo o que é hodiernamente nominado "O Plano Baruch", o qual possuía muitos méritos magnos e mostravam generosidade considerável, quando lembra-se que EUA ainda possuíam um monopólio nuclear. O Plano Baruch propunha um instituto, a Autoridade de Desenvolvimento Atômico (ADA), o qual possuiria o monopólio de extração do urânio e tório, refinamento destes minérios, dos materiais, e da construção e operação de fábricas elementares à utilização de energia nuclear. Sugeriu-se que a ADA fosse instituída pelas Nações Unidas e que EUA deveriam entregá-la a informação que, até aquele momento, unicamente ela era proprietária. Infortunamente, existiam coisas na proposta de Baruch que Rússia julgou inaceitáveis, como, de facto, era de expectar-se. Era a Rússia de Estaline, estimulada pelo orgulho da vitória contra os germânios, suspeitos, não sem razões, das potências ocidentais, e cônscios de que poderiam ser, nas Nações Unidas, quase sempre vencidos por maior número de votos.
 O Plano Baruch é frequentemente questionado se ele era um legítimo esforço para alcançar a cooperação global em monitoramento nuclear.